# Monte Shasta
(Theodore Roosevelt)
Il monte Shasta (in inglese Mount Shasta; in karuk: Úytaahkoo, ovvero "Montagna Bianca") è uno stratovulcano attualmente quiescente potenzialmente attivo situato all'estremità meridionale della catena delle Cascate nella contea di Siskiyou, in California, Stati Uniti. Con un'altezza di 4.321,8 m, è la seconda vetta più elevata delle Cascate e la quinta dello stato. Lo Shasta occupa un volume stimato di 350 km³, circostanza che lo rende lo stratovulcano più esteso dell'arco vulcanico delle Cascate. La montagna e l'area circostante rientrano nella foresta nazionale di Shasta-Trinity.

## Geografia
Il monte Shasta è collegato al suo cono satellite, Shastina, dominando insieme ad esso il paesaggio sul vasto altopiano sottostante. La montagna ha attirato nel corso dei secoli l'attenzione di poeti, scrittori e presidenti.
La montagna è composta da quattro coni vulcanici dormienti sovrapposti che delineano una struttura più o meno complessa, con la cima principale e il prominente cono Shastina che hanno una forma visibilmente conica. Se si considerasse lo Shastina una vetta separata, questa andrebbe classificata come la quarta più alta della catena delle Cascate dopo il monte Rainier, il Liberty Cap del Rainier e lo stesso monte Shasta.
La superficie del monte Shasta è relativamente priva di erosione glaciale profonda tranne per il suo lato sud, dove Sargents Ridge corre in modo parallelo alla valle a forma di U Avalanche Gulch. Si tratta della più ampia valle glaciale del vulcano, benché sia in realtà priva di un ghiacciaio. Si contano sette ammassi nevosi permanenti sul monte Shasta, di cui i quattro più grandi (Whitney, Bolam, Hotlum e Wintun) si sviluppano dal basso in alto oltre i 3.000 m, originando cupole sommitali ghiacciate principalmente sui lati nord ed est. Il Whitney è il più esteso, mentre l'Hotlum costituisce il ghiacciaio più voluminoso dello stato della California. Tre dei più piccoli originano dei circhi intorno e oltre i 3.400 m sui lati sud e sud-est, compreso il Watkins, il Konwakiton e il Mud Creek.

## Storia
Il più antico insediamento umano conosciuto nell'area risale a circa 7.000 anni fa.
Al momento del contatto tra europei e nativi americani nel 1820, chi tra questi ultimi risiedeva ai piedi del monte Shasta era affiliato alle tribù degli Shasta, degli Okwanuchu, dei Modoc, degli Achomawi, degli Atsugewi, dei Karuk, dei Klamath, dei Wintu e degli Yana.
L'ipotetica eruzione del monte Shasta del 1786 potrebbe essere stata osservata dal navigatore francese Jean-François de La Pérouse, ma un simile episodio è più che controverso. Il Programma di vulcanismo globale (Global Volcanism Program) dello Smithsonian Institution afferma che l'eruzione del 1786 non può essere considerata valida e che l'ultima conosciuta risale al 1250 d.C. circa, come dimostrato da una datazione certa del carbonio-14.
Anche se forse scorto per la prima volta da esploratori spagnoli, il primo avvistamento da terra del monte Shasta segnalato in modo affidabile da un europeo o statunitense si ascrive a Peter Skene Ogden, a capo di una battuta di caccia per conto della Compagnia della Baia di Hudson nel 1826. Nel 1827 sempre Ogden assegnò il nome "Sasty" o "Sastise" al vicino monte McLoughlin. Una mappa del 1839 di David Burr registra la montagna come Rogers Peak. A causa di una probabile confusione terminologica, essendo stato il termine Shasta riservato a più vette, si decise di effettuare delle correzioni nel 1841, in parte grazie agli sforzi della spedizione di Wilkes.
A partire dal 1820, il monte Shasta divenne un punto di riferimento importante lungo quella che divenne nota come Siskiyou Trail, una rotta commerciale che correva alle pendici della vetta e che collegava Portland a San Francisco, snodandosi attraverso la valle centrale della California e il Nord-ovest Pacifico.
La corsa all'oro californiana portò i primi insediamenti stabili nell'area nei primi anni 1850, specie Yreka e Upper Soda Springs. La prima salita registrata del monte Shasta avvenne nel 1854 ad opera di Elias Pearce, dopo diversi tentativi precedenti falliti. Nel 1856 Harriette Eddy, Mary Campbell McCloud e il loro gruppo furono le prime donne a raggiungere la vetta.

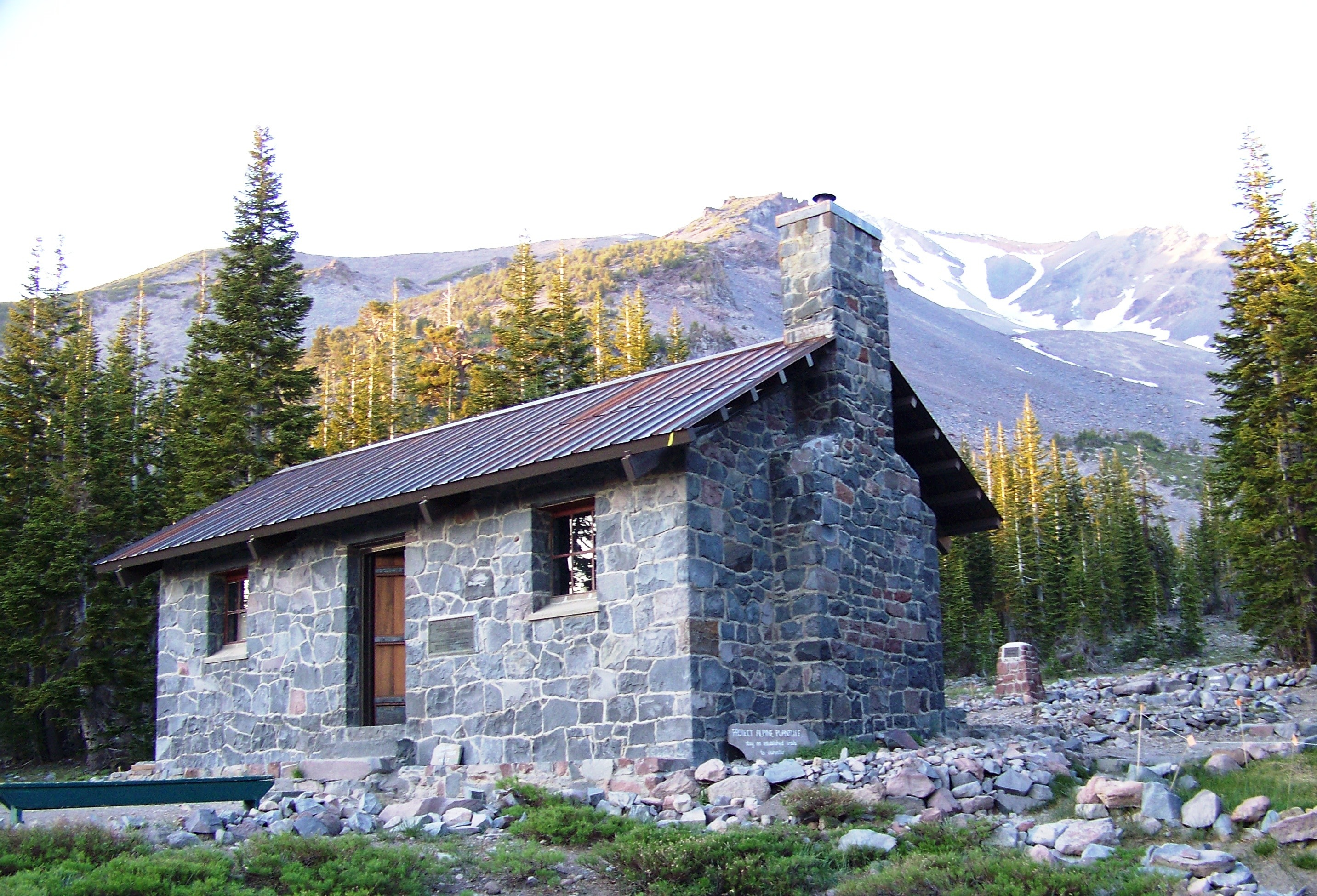
Rifugio alpino realizzato nel Novecento alle pendici dello Shasta

Negli anni 1860 e 1870, il monte Shasta attirò l'interesse scientifico e letterario, dopo che nel 1854 John Rollin Ridge, considerato il primo nativo americano autore di testi, aveva già intitolato una lirica "Mount Shasta". Un libro del pioniere e imprenditore californiano James Hutchings, intitolato Scenes of Wonder and Curiosity in California, conteneva un resoconto di un primo viaggio in vetta nel 1855. La vetta fu raggiunta (o quasi) tra gli altri da John Muir, Josiah Whitney, Clarence King e John Wesley Powell. Nel 1877 Muir scrisse un drammatico articolo poi divenuto popolare sulla sua sopravvivenza a una bufera di neve notturna sullo Shasta mentre giaceva presso le calde sorgenti sulfuree vicino alla vetta. Tale esperienza risultò d'ispirazione per il racconto breve di Kim Stanley Robinson intitolato Muir on Shasta.
Il completamento nel 1887 della Central Pacific Railroad, costruita lungo la linea del Siskiyou Trail tra la California e l'Oregon, portò un sostanziale incremento del turismo, del trasporto pesante e della popolazione nei dintorni del monte Shasta. I primi resort e hotel, quali lo Shasta Springs e l'Upper Soda Springs, avevano sede presso il celebre percorso sopraccitato che conduceva da Portland a San Francisco, nella speranza di accogliere turisti, alpinisti avventurosi o semplici viandanti.
All'inizio del XX secolo, la Pacific Highway seguì la traccia del vecchio Siskiyou Trail fino alla parte meridionale catena delle Cascate, aprendo ancor di più le porte ai curiosi dei monti della California settentrionale. La versione odierna del Siskiyou Trail, la Interstate 5, vede ogni anno migliaia di persone ogni anno recarsi nei pressi dello Shasta.
Dal 13 al 19 febbraio 1959, il Mount Shasta Ski Bowl fece registrare il record di nevicate avvenuto durante una tempesta negli Stati Uniti, con un totale di ben 480 cm.
Il monte Shasta fu dichiarato luogo di interesse naturale nazionale (National Natural Landmark) nel dicembre 1976.

## Geologia

Ortofotografia del 2016 di 60 cm sovrapposta su una mappa di 3 m di coefficiente angolare (secondo un modello digitale di elevazione). Scala 1:50.000

Circa 593.000 anni fa, lave andesitiche eruttarono in quello che oggi è il fianco occidentale del monte Shasta vicino a McBride Spring. Nel corso del tempo, lo stratovulcano ancestrale si sviluppò ad un'altezza di certo cospicua ma sconosciuta; tra 300.000 e 360.000 anni fa, l'intero lato settentrionale del cratere crollò, generando un'enorme frana o valanghe di detriti dal volume di almeno 27 km³. Gli smottamenti coinvolsero e conversero verso nord-ovest, nella valle di Shasta, dove il fiume omonimo scorre per 45 km.
Ciò che rimane del più antico dei quattro coni del Monte Shasta si scorge a Sargents Ridge, sul lato sud della montagna. Le lave dalla bocca di Sargents Ridge coprono lo scudo di Everitt Hill ai piedi meridionali dello Shasta. Le ultime lave a eruttare dalla bocca furono andesitiche e composte da orneblenda e pirosseno.
Il successivo cono a formarsi si rintraccia a sud dell'attuale sommità dello Shasta e si chiama Misery Hill. Originatosi tra 20.000 e 15.000 anni fa da flussi andesitici di pirosseno, presenta una sezione superficiale composta però da orneblenda.

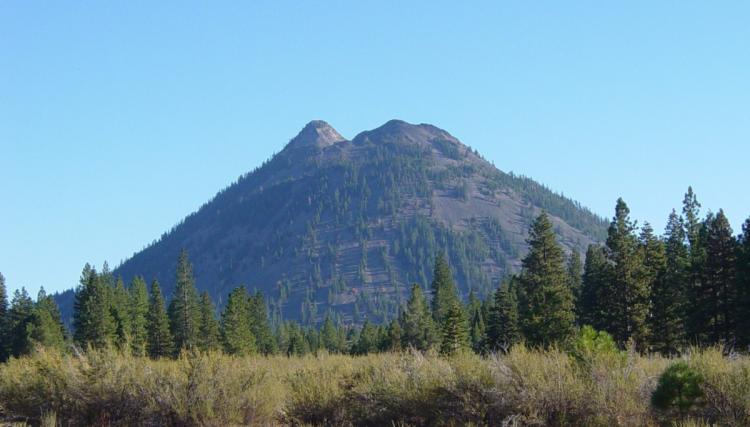
Il Black Butte visto da Weed, California

Esistono molte cicatrici dovute ai ghiacci su numerosi versanti, in alcuni casi legati alla più recente delle glaciazioni che interessarono la regione, quella del Wisconsin. Se si unisce tale fattore alla vulcanologia locale, allora si comprende come la conformazione del monte risenta in più punti degli effetti del ghiaccio e della lava. Lo Shastina, vicino alla cima maggiore, si compone principalmente di colate laviche di andesite pirosseniche. Circa 9.500 anni fa, questi flussi raggiunsero circa 10,9 km a sud e 4,8 a nord dell'area oggi occupata dalla vicina Black Butte. Le ultime eruzioni originarono l'attuale vetta di Shastina 9.400 anni fa circa, senza che durante il ventennio precedente fosse però cessata l'attività vulcanica: i flussi piroclastici depositatisi nel lasso di tempo sopraccitato si sparsero inoltre su una superficie vasta 110 km², raggiungendo gran parte delle odierne cittadine di Mount Shasta e Weed. Il canyon Diller, lungo 120 m e profondo 400, è frutto di una valanga probabilmente causata dai terremoti locali.
L'ultimo a formarsi, il cono più alto, l'Hotlum Cone, nacque circa 8.000 anni fa. Il nome si deve al ghiacciaio omonimo, localizzato sulla sua parete settentrionale; la sua più lunga colata lavica, denominata Military Pass, spessa 150 m, si estese per 8,9 km lungo il versante nord-est. Dalla creazione dell'Hotlum Cone, una cupola di dacite si "intromise" nel cono e ora forma la sommità. La roccia del cratere sommitale, ampia quasi 180 m, venne ampiamente trasfigurata da sorgenti calde e fumarole sulfuree, di cui ne sopravvivono alcune.
Negli ultimi 8.000 anni, il cono di Hotlum scoppiò almeno otto o nove volte; nel 1786, l'ultima presunta eruzione significativa del monte Shasta sarebbe provenuta proprio da questo cono e avrebbe generato un flusso piroclastico, un lahar caldo (flusso di fango e detriti) e tre freddi, i quali avrebbero percorso 12,1 km lungo il fianco orientale dello Shasta attraverso Ash Creek. Una parte della colata del lahar caldo si separò dal percorso principale è procedette lungo Mud Creek per 19 km. Gli studiosi recenti sembrano aver sfatato questa ricostruzione, così come l'ipotesi che il navigatore Jean-François de La Pérouse vi avesse assistito dalla sua nave al largo della costa della California.

### Ciclo eruttivo

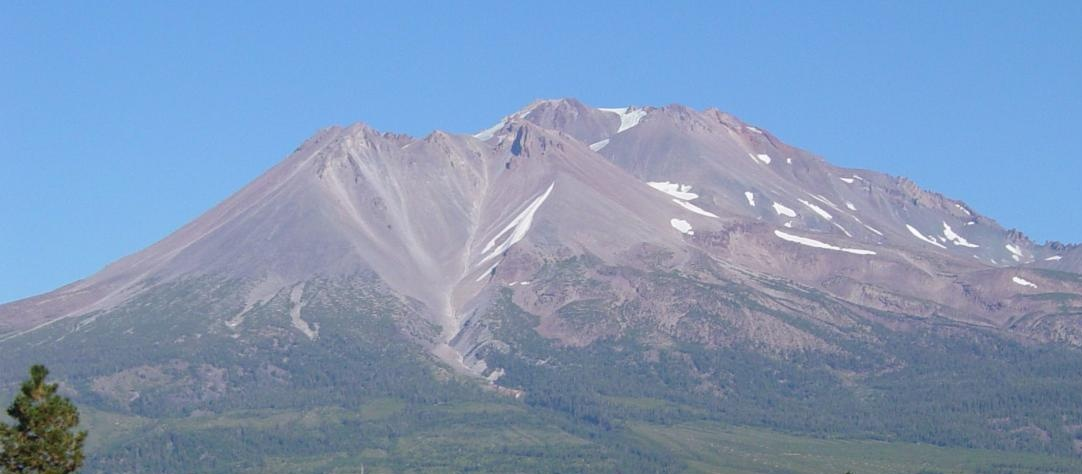
Il canyon Diller e la Shastina al suo apice come visti da Weed

Durante gli ultimi 10.000 anni, il monte Shasta ha eruttato in media ogni 800 anni, ma negli ultimi 4.500 la media è passata a ogni 600. L'ultima eruzione significativa potrebbe essersi verificata circa due secoli fa, ma tale registrazione è fortemente contestata.
I sismometri della USGS e i ricevitori GPS gestiti dall'UNAVCO compongono la rete di monitoraggio per il monte Shasta. Il vulcano è stato relativamente tranquillo almeno nell'ultimo quindicennio, con un solo insieme di scosse di piccola magnitudo e nessuna deformazione del suolo tangibile. Malgrado tranquillo a livello geofisico, indagini geochimiche periodiche indicano che del gas vulcanico proviene da una fumarola sulla sommità da un serbatoio profondo di roccia parzialmente fusa.

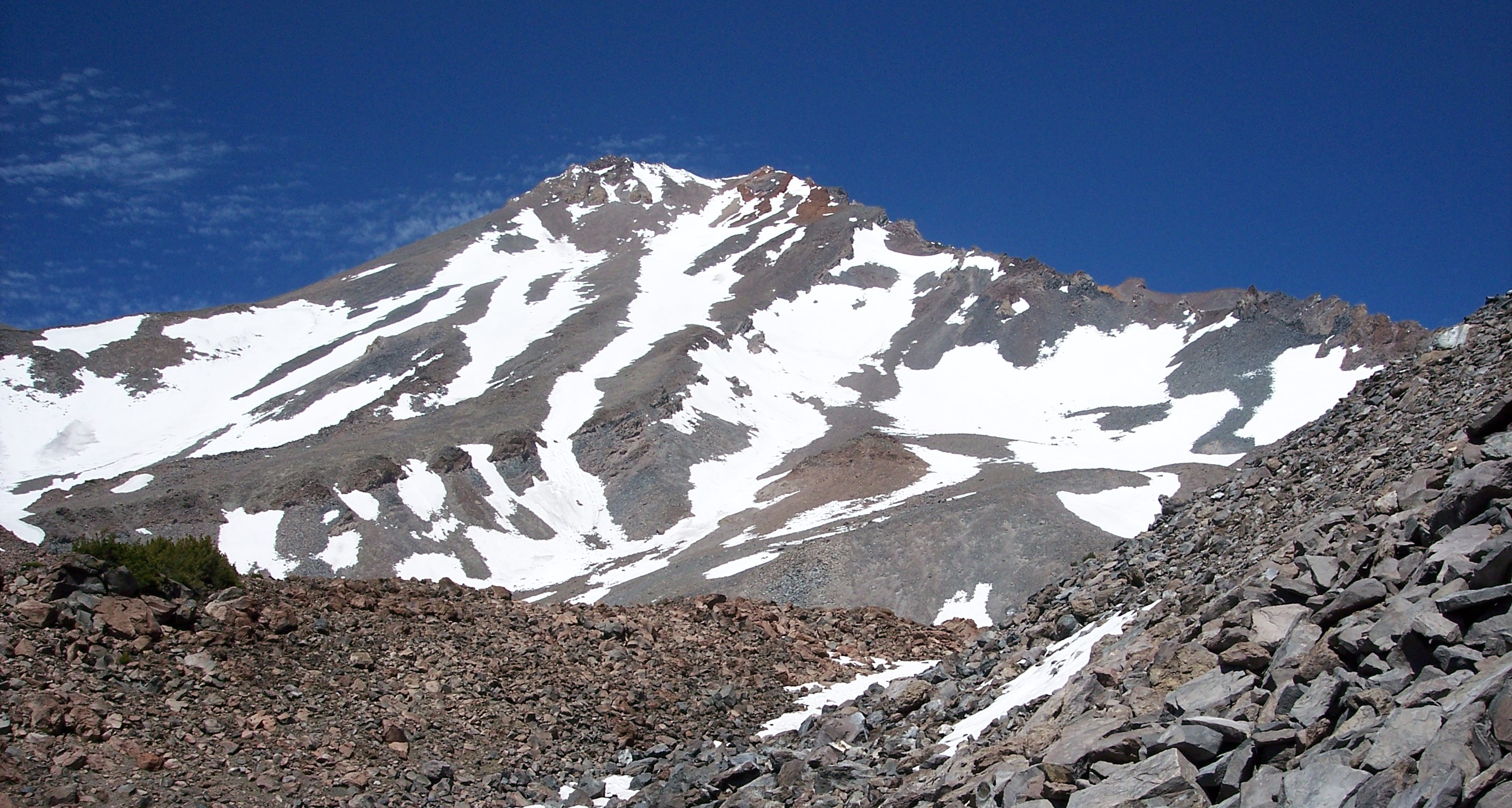
La facciata ovest dello Shasta vista dalla valle di Hidden. Essa costituisce una via di arrampicata alternativa alla vetta

Il monte Shasta risulta in grado di rilasciare cenere, flussi piroclastico o lava dacitica e andesitica, come si deduce dai depositi rilevati sotto piccoli centri vicini.
Il pericolo maggiore rappresentato da una futura eruzione riguarda gli ingenti flussi piroclastici, simili quello generati nel 1980 dal monte Saint Helens, che potrebbero raggiunsero persino il Nevada. In virtù dei massicci depositi di neve, i ghiacciai Whitney e Mud Creek potrebbero confluire in dei lahar. Appaiono basse le possibilità che un'eruzione possa provocare il crollo della montagna, come accadde quando il monte Mazama in Oregon crollò per formare l'odierno lago Crater.
La United States Geological Survey (USGS) monitora il monte Shasta e lo classifica come un vulcano potenzialmente assai pericoloso.

## Attività ricreative

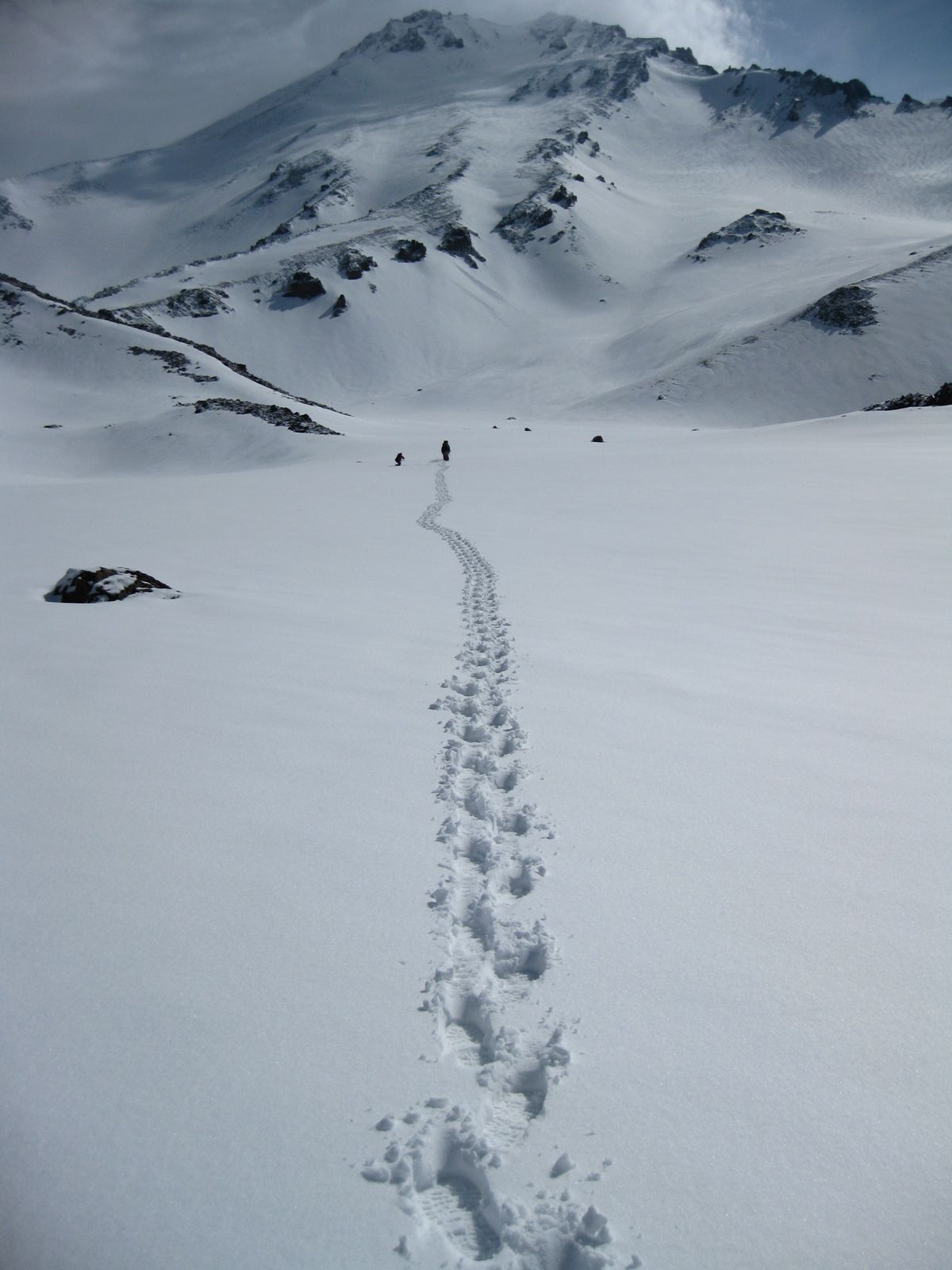
La parete ovest del monte Shasta, giugno 2009

La stagione estiva va da fine aprile a ottobre, anche se in inverno i tentativi di arrampicata non si arrestano del tutto. Nei mesi freddi, Sargents Ridge e Casaval Ridge, a est e ad ovest di Avalanche Gulch, rispettivamente, risultano le rotte più battute, per scongiurare il pericolo di valanghe. Il vulcano è inoltre una destinazione popolare per gli sciatori, anche se molte delle vie di arrampicata richiedono una certa esperienza: in genere, le piste più battute sono quelle localizzate alla base della montagna.
Il percorso più popolare è l'Avalanche Gulch Route, che inizia al Bunny Flat Trailhead e sale di circa 2.200 m, totalizzando tra andata e ritorno circa 18,5 km. È consigliabile percorrere tale sentiero presso il lago Helen, a circa 3.183 m, fino alla cima dei Red Banks, la parte più tecnica della salita, poiché di solito pieni di neve e ghiaccio, molto ripidi e sono situati a quasi 4.000 m. Superata tale difficile sezione, la via si dirige verso Misery Hill. La Casaval Ridge è una strada più ripida e tecnica sulla cresta sud-ovest della montagna, da intraprendere soprattutto quando la neve risulta copiosa. Il percorso termina a sinistra (a nord) dei Red Banks, direttamente a ovest di Misery Hill. A quel punto, la tratta finale prevede il raggiungimento di Misery Hill fino all'altopiano sommitale, snodandosi su metri simili al cammino di Avalanche Gulch.
Attualmente non esiste un sistema di prenotazione come su altre cime della catena montuosa. Tuttavia, gli scalatori devono ottenere un'idoneità che autorizza la scalata alla vetta. Permessi e certificati sono disponibili presso la stazione dei ranger del monte Shasta e quella di McCloud, oltre che in centri visitatori situati lungo i percorsi di trekking.
La scalata può essere compiuta in un solo giorno, ma la media è spesso di due dì. Gli scalatori possono salire da Avalanche Gulch e accamparsi a Horse Camp (2.407 m s.l.m.) o Helen Lake (3.169 m s.l.m.). Campeggiare ad un'altitudine più elevata favorisce l'acclimatamento e spesso riduce il rischio di mal di montagna.

## Cultura

### Miti e leggende

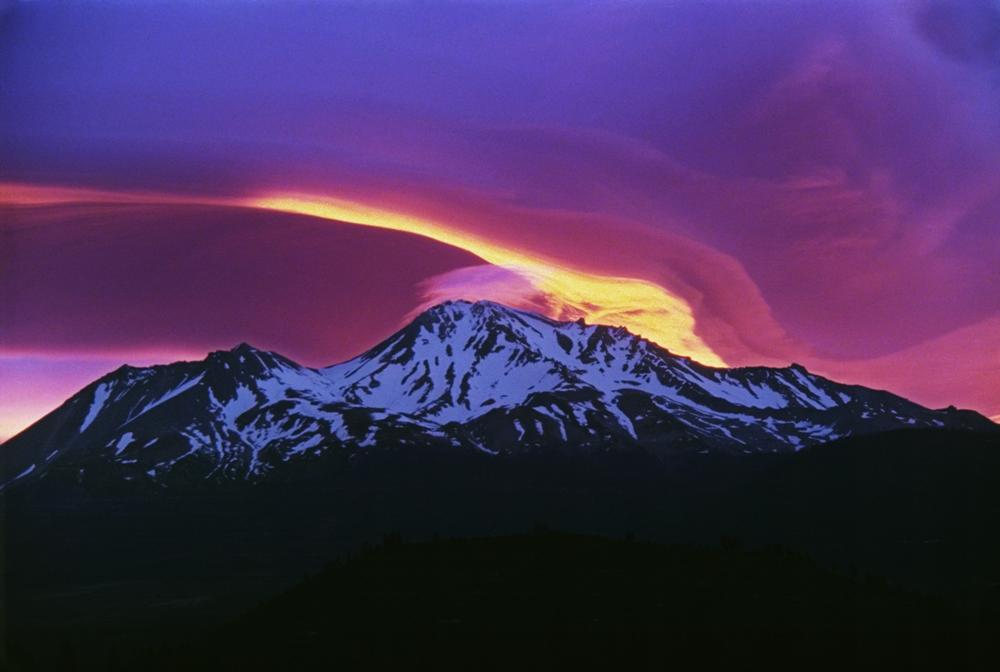
L'alba sul monte Shasta

Secondo un racconto delle tribù dei Klamath, il monte Shasta era abitato dallo Spirito del Mondo Celeste, Skell, disceso dal cielo sulla vetta della montagna su richiesta di un capo Klamath. Skell si scontrò con lo Spirito dell'Oscurità, Llao, che viveva sul monte Mazama scagliando rocce calde e lava, un episodio fantastico che probabilmente richiamava le eruzioni vulcaniche ad opera delle montagne.
Vari coloni italiani arrivarono in loco all'inizio del 1900 per lavorare nei mulini come scalpellini e fecero aumentare il numero di cattolici nella zona. Mount Shasta e Dunsmuir, piccoli agglomerati urbani vicino alla base occidentale del cratere, costituivano località predilette anche da altre comunità, tra cui alcuni asiatici che fondarono un monastero buddista fondato dal roshi inglese Houn Jiyu-Kennett nel 1971. Non mancano inoltre discendenti degli antichi amerindi, un gruppo dei quali vive nell'area del fiume McCloud e ancora attualmente pratica rituali sulla montagna.
Il monte Shasta è stato anche un punto di riferimento per leggende non partorite dai pellerossa, specie incentrate su una città nascosta abitata da esseri avanzati del continente perduto di Lemuria. La leggenda si sviluppò grazie a una menzione casuale nel 1880, culminando nel 1925 alla descrizione di un villaggio lemuriano nascosto da qualche parte in zona. Nel 1931 il mistico Harvey Spencer Lewis, sotto lo pseudonimo di Wisar Spenle Cerve, pubblicò il testo Lemuria: il continente perduto del Pacifico con il patrocinio dei rosacroce: il testo convinse vari lettori delle presunte basi solide su cui reggeva la leggenda.
Nell'agosto 1987, i credenti della Convergenza Armonica hanno descritto il Monte Shasta come uno dei pochi "centri di potere" globali. Il vulcano resta altresì al centro di alcuni racconti del movimento "New Age".

### Citazioni letterarie
Nel suo famoso romanzo best- seller Wild - Una storia selvaggia di avventura e rinascita, la scrittrice statunitense Cheryl Strayed cita più volte il monte Shasta come luogo che si erge in lontananza e la cui vista accompagna il suo difficile percorso lungo il Pacific Crest Trail.

## Omaggi
- Il cantautore romano Andrea Ra omaggia il Monte Shasta nell'omonima canzone contenuta nell'album Urlo Eretico e pubblicata nel 2023.